# لونغ كونغ
لونغ كونغ (بالفيتنامية: Lương Cường؛ من مواليد 15 أغسطس 1957) هو سياسي فيتنامي وجنرال سابق في الجيش يشغل حاليًا منصب الرئيس الرابع عشر لفيتنام منذ أكتوبر 2024. كما شغل منصب العضو الدائم في الأمانة العامة منذ مايو 2024 إلى أكتوبر 2024. ومديرًا للإدارة العامة للسياسة في الجيش الشعبي الفيتنامي من أبريل 2016 إلى يونيو 2024.